# 捷季爾卡
50°27′53″N 27°59′29″E / 50.46472°N 27.99139°E
捷季爾卡（烏克蘭語：Тетірка）是烏克蘭北部的村莊，隸屬日托米爾州的日托米爾區。該村始建於1866年，面積2.19平方公里，海拔高度225米，2001年人口593，人口密度每平方公里271.02人。